# عمر شقروق
عمر شقروق (ولد في عندان، حلب) مهندس كهرباء وسياسي سوري شغِل منصب وزير الكهرباء في حكومة محمد البشير من 10 كانون الأول 2024 وذلك بعد سقوط نظام الأسد حتى 29 آذار 2025. وكان آخر من يتولى حقيبة وزارة الكهرباء بعد أن دُمجت مع وزارة النفط والثروة المعدنية ووزارة الموارد المائية في وزارة الطاقة المُستحدثة.